# Стеблін-Камінський Євген Степанович
Євген Степанович Стеблін-Камінський (31 березня (12 квітня) 1840 — 7 (20) жовтня 1912) — дійсний статський радник, син першого бібліографа І. П. Котляревського Степана Павловича Стебліна-Камінського.

## Біографія
Народився 31 березня (12 квітня) 1840 року в родині полтавських дворян. В 1859 році закінчив спеціальні класи Петровського Полтавського кадетського корпусу. Був в артилерійській академії, з якої пішов з другого курсу для участі у приборканні Польського заколоту. У 1863 році перейшов в цивільну службу, з перейменуванням у титулярного радника. Сім років служив у департаменті морських звітів, де в останній рік був обер-контролером. Звідси перейшов товаришем прокурора в Самарський окружний суд, а потім був керуючим контрольними палатами: Красноярського, потім Томського, Омського і в 1893 році — головним контролером з будівництва Західно-Сибірської і Єкатеринбург-Челябінської залізниць. Після закінчення будівлі дороги був головним контролером з експлуатації Західно-Сибірської залізниці. У листопаді 1899 року був призначений керуючим Ломжинською контрольною палатою, в 1902 році керуючим Люблінською контрольною управою. У 1908 році вийшов у відставку дійсним статським радником.
Був одружений. Мав чотирьох синів і трьох дочок.
Нагороджений двома орденами святого Станіслава 1 і 2 ступенів, святого Володимира 3-го ступеня, святої Анни 2 і 3 ступеня та пряжкою за 40 років.
Помер 7 (20 жовтня) 1912 року. Похований в Києві на Лук'янівському цвинтарі (ділянка № 9, рід 12, місце 22). Надгробок — хрест на постаменті з чорного граніту.